# Caserío Salete
El caserío Salete en Ezquioga-Ichaso (Provincia de Guipúzcoa, España) es un caserío gótico situado en una ladera de fuerte pendiente en Ezquioga.

## Descripción
Es de planta rectangular con cubierta de madera a dos aguas, con gallur perpendicular a la fachada principal. Consta de dos plantas y desván y los muros son de mampostería enfoscada. La fachada principal, de orientación SE, presenta en dos tercios de la primera planta y en hastial un tablazón. Posee huecos de puertas y ventanas irregularmente distribuidos. Un anejo adosado de factura muy posterior ocupa un sector de esta fachada. La fachada SW, construida también en mampostería, presenta nueve huecos de puerta, balcón y ventanas irregularmente distribuidas. Debido al desnivel del terreno, es muy reducida la zona visible de la fachada NE. De esta parte se accede directamente al pajar a través de un portalón. La fachada NW construida en sillarejo, no presenta huecos.
El interior de este edificio se sostiene sobre veinte postes enterizos de madera de roble, de los cuales, cinco se apoyan entramados en la mampostería de la fachada SE. También son postes enterizos las cuatro bernias que forman los dos bastidores correspondientes al lagar gótico. Los postes se apoyan en zapatas de piedra, en planta baja. Estos ejes sostienen una estructura formada por seis crujías en sentido NE-SW y por tres en sentido SE-NW. La vivienda ocupa un tercio de las plantas baja y primera del edificio en su parte SW. Solamente en la zona de vivienda se ha utilizado mampostería y ladrillo como materiales de construcción. El resto –cuadras, pesebres, pajar y desván- están construidos en madera de roble. La distribución interior es de tablazón machihembrado en algunos casos y en otros, armado con clavazón de forja. La masera del lagar gótico, sostenida por sovigaños de gran sección, está formada por gruesas tablas. Parte del desván se halla cerrado con entrelazado de avellano, que se levanta hasta los cabrios de bajo cubierta. Los cabrios son originales en su mayoría y sobre éstos se sitúa el enlatado, siendo éste, en gran parte, de factura reciente. Los anejos situados en la fachada NE, S, SE y NW no se consideran parte del monumento.